# Loïc Burkhalter
Loïc Burkhalter (* 11. Februar 1980 in La Chaux-de-Fonds) ist ein Schweizer Eishockeyspieler, der seit 2014 beim HC La Chaux-de-Fonds aus der National League B unter Vertrag steht.

## Karriere
Loïc Burkhalter, der zunächst im Nachwuchs des HC La Chaux-de-Fonds gespielt hatte, deutete bereits als 18-Jähriger mit überzeugenden Leistungen in der Nationalliga B seine Qualitäten an und wurde rasch mit dem rund ein Monat jüngeren Adrian Wichser – ein mehrfacher Schweizer Meister und ehemals langjähriger Schweizer Nationalspieler – im selben Massstab beurteilt. In den folgenden zwei Jahren spielte er sowohl für die Elite-A-Junioren des HC Ambrì-Piotta, als auch für La Chaux-de-Fonds in der Nationalliga A bzw. NLB. Jedoch stagnierte zunächst Burkhalters Entwicklung weitgehend nach seinem Wechsel im Kalenderjahr 1999 zu den Rapperswil-Jona Lakers in die Nationalliga A, obwohl er mit diesen in der Ligaqualifikation gegen die SCL Tigers den Abstieg verhinderte. Ein weiterer Transfer innerhalb der höchsten Schweizer Liga zum HC Ambrì-Piotta zur Saison 2001/02 wirkte sich positiv auf die Leistung des Stürmers aus. Dem Stürmer gelang es neben seiner Punkteausbeute, welche er innert zwei Spielzeiten mehr als verdoppelte und mit 47 Scorerpunkten in der Qualifikation seinen Karrierebestwert erreichte, ebenfalls eine Führungsrolle in der Mannschaft zu übernehmen. Während dieser Zeit wurde der Linksschütze beim NHL Entry Draft 2003 in der neunten Runde an insgesamt 290. Position von den Phoenix Coyotes ausgewählt. Einen angebotenen Zweiwegevertrag in der Organisation des NHL-Franchises aus dem US-Bundesstaat Arizona nahm Burkhalter nicht an, da dieser explizit auf einen Einwegvertrag bestand.
Bereits Anfang Dezember 2003 wurde er von den SCL Tigers für die folgende Spielzeit verpflichtet. Dort konnte er nicht vollständig an die gezeigten Leistungen anknüpfen. Generell kam der Mittelstürmer seit seinem Ambrì-Engagement nie mehr an die damalige höchste Punkteausbeute seiner Laufbahn heran. Im Januar 2006 wechselte er schliesslich zum HC Davos, für welchen er den Spengler Cup 2005 bestritten hatte. Der HCD kaufte Burkhalter aus dem bestehenden Vertrag für 200.000 Schweizer Franken heraus. In den ersten drei Monaten beim HCD lebte Burkhalter beim Trainer Arno Del Curto, galt jedoch zeitweise als sogenannter Problemspieler. 2006 gewann er mit dem HC Davos den Spengler Cup und 2007 wurde er mit demselben Verein Schweizer Meister.
Während der Saison 2007/08 unterschrieb Burkhalter einen Dreijahresvertrag in Rapperswil, bevor ihn die Davoser im Januar 2008 im Austausch für Sven Helfenstein zu den Rapperswil-Jona Lakers transferierten.
Am 18. August 2010 verlängerte Burkhalter seinen Vertrag bei den Rapperswil-Jona Lakers vorzeitig um weitere 3 Jahre. Während der Saison 2013/14 wurde er an den EHC Biel ausgeliehen. Im Sommer 2014 kehrte er zu seinem Heimatverein zurück, bei dem er einen Dreijahresvertrag unterschrieb.

### International
Seine einzigen Einsätze für die Schweiz bei einer Weltmeisterschaft absolvierte Loïc Burkhalter an der U20-Weltmeisterschaft 2000. 2006 wurde er in die Schweizer Eishockeynationalmannschaft für die WM-Vorbereitung und für den Loto Cup in der Slowakei berufen.

### Spielweise
Burkhalter gilt als kompletter Spielmacher, der den Umgang mit dem Puck ausgezeichnet beherrscht. Er verfügt über entsprechende Fähigkeiten eine Partie zu lenken und weiss entsprechend seine Mitspieler in Szene zu setzen. Bei den Lakers gilt er als elementarer Bestandteil des Powerplays und der Spielgestaltung. Als negativer Faktor in Burkhalters Leistungsbilanz gelten seine Leistungsschwankungen, eine zu verantwortungsvolle Schlüsselposition kann zu diesen führen.

## Erfolge und Auszeichnungen
- 2006 Spengler-Cup-Gewinn mit dem HC Davos
- 2007 Schweizer Meister mit dem HC Davos

## Karrierestatistik
(Legende zur Spielerstatistik: Sp oder GP = absolvierte Spiele; T oder G = erzielte Tore; V oder A = erzielte Assists; Pkt oder Pts = erzielte Scorerpunkte; SM oder PIM = erhaltene Strafminuten; +/− = Plus/Minus-Bilanz; PP = erzielte Überzahltore; SH = erzielte Unterzahltore; GW = erzielte Siegtore; 1 Play-downs/Relegation; Kursiv: Statistik nicht vollständig)